# Lepidosperma quadrangulatum
Lepidosperma quadrangulatum là loài thực vật có hoa trong họ Cói. Loài này được A.A.Ham. mô tả khoa học đầu tiên năm 1920.